# Theodorus Gerardus Bentvelt
Theodorus Gerardus Bentvelt, ook Bentveld (Amsterdam, 21 maart 1782 – aldaar, 30 oktober 1853) was een Nederlandse goud- en zilversmid.

## Leven en werk

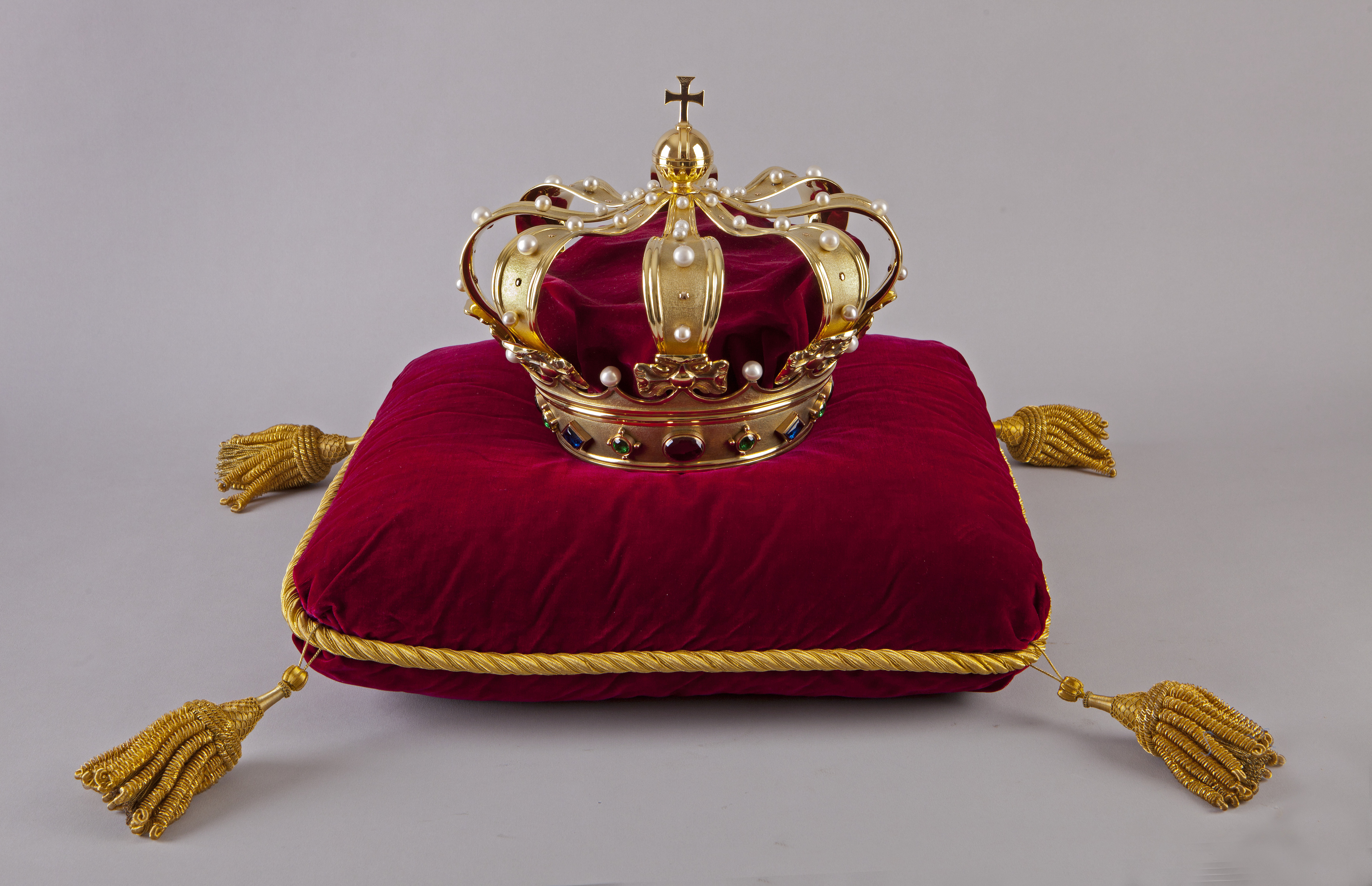
De door Bentvelt gemaakte koningskroon

Bentveld werd in 1782 geboren als zoon van Gerrid Bentveld en Catharina van Rossem. Bentveld vervaardigde als meester, veelal in opdracht van de firma As Bonebakker & Zoon, diverse spraakmakende kunstvoorwerpen. Zo maakte hij onder andere de eresabel voor generaal David Hendrik baron Chassé. Het meest bekend is zijn kroon die hij vervaardigde voor de kroning van koning Willem II, een kroon die nog steeds bij de inhuldiging van vorsten van het Nederlandse koningshuis wordt gebruikt. Werk van Bentvelt is onder andere te vinden in de collecties van het Rijksmuseum Amsterdam en van het museum Boijmans Van Beuningen.
Bentvelt trouwde in 1807 met Anna Elisabeth Huysman. Hun zoon Hendricus Gerardus Bentvelt werd eveneens zilversmid.